# Idris lamelliscutellaris
Idris lamelliscutellaris is een vliesvleugelig insect uit de familie van de Scelionidae. De wetenschappelijke naam van de soort is voor het eerst geldig gepubliceerd in 1965 door Szabó.